# Montmartre (Párizs)
A Montmartre egy 130 méter magas domb Párizs egyik külsőbb (18.) kerületében, a belvárostól kb. 4 km-re északra. Déli ellenpontja a Montparnasse.
Igazi fénykorát a boldog békeidőkben (Belle-Époque) élte, az 1880-as évektől az első világháborúig. Írók, művészek, festők és népszerű mulatók negyede volt (a környéken élt például Dalí, Monet, Picasso és Van Gogh); girbegurba utcácskáit falusias házak és kisvendéglők szegélyezték. Mára teljesen egybeolvadt a fővárossal, és beépült, de a régi legendák fénye ma is beragyogja. A párizsiak bizalmasan ma is Dombnak (Tertre) nevezik.
A legenda szerint a domb azért kapta a Mons Martyrium (Mártírhegy) nevet, mert 250 körül a rómaiak itt fejezték le több mártírral együtt Szent Dénest. Részben ezért és a kommün (1871) alatt elkövetett bűnökért engesztelésül építettek a dombra egy fogadalmi templomot, a Sacré Cœur-bazilikát (1876–1910 között épült). 1919-ben szentelték fel, és a lépcsőiről gyönyörű kilátás nyílik a városra.

## Montmartre-galéria

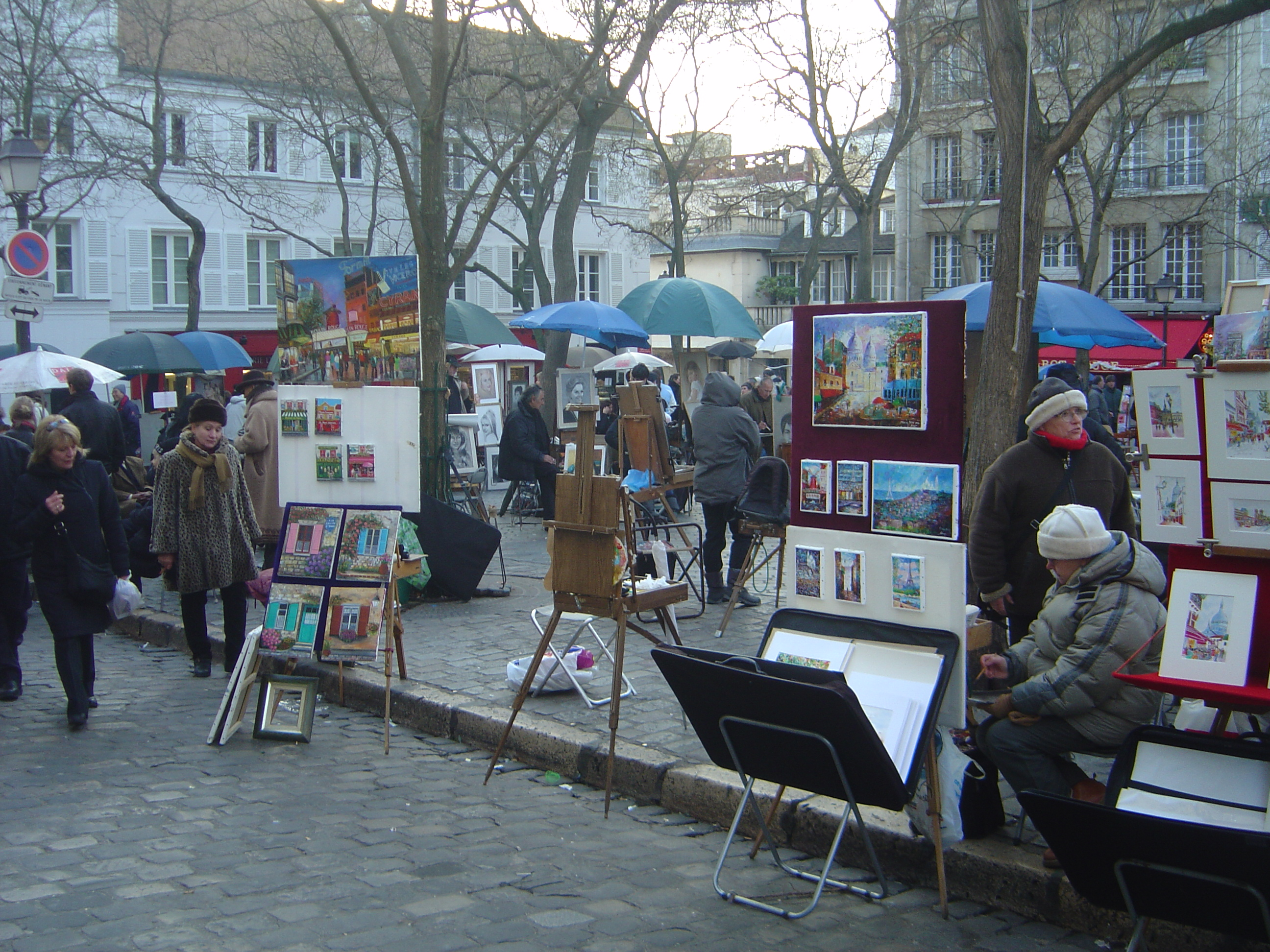
Festők tere
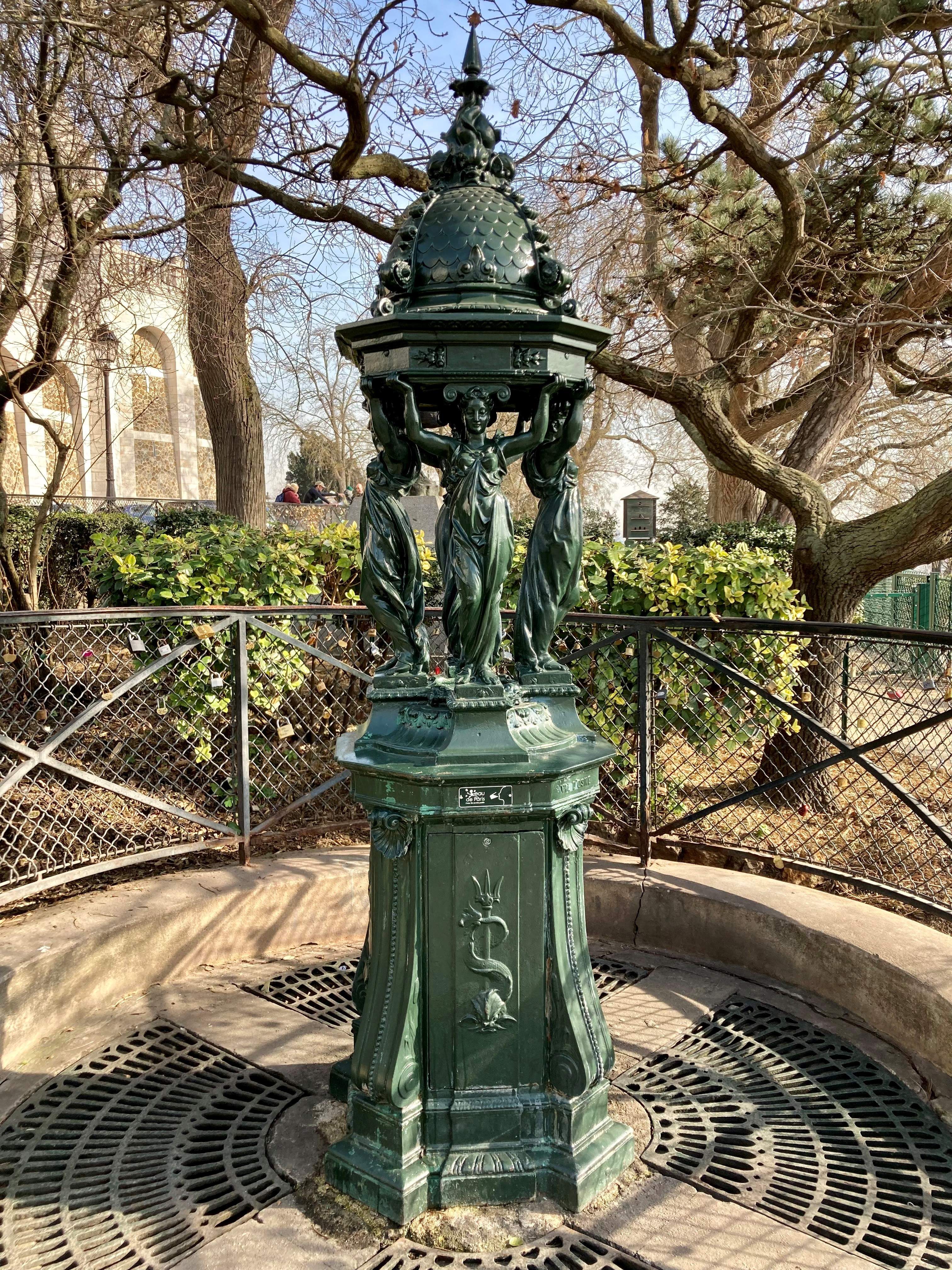
Wallace-féle ivókút
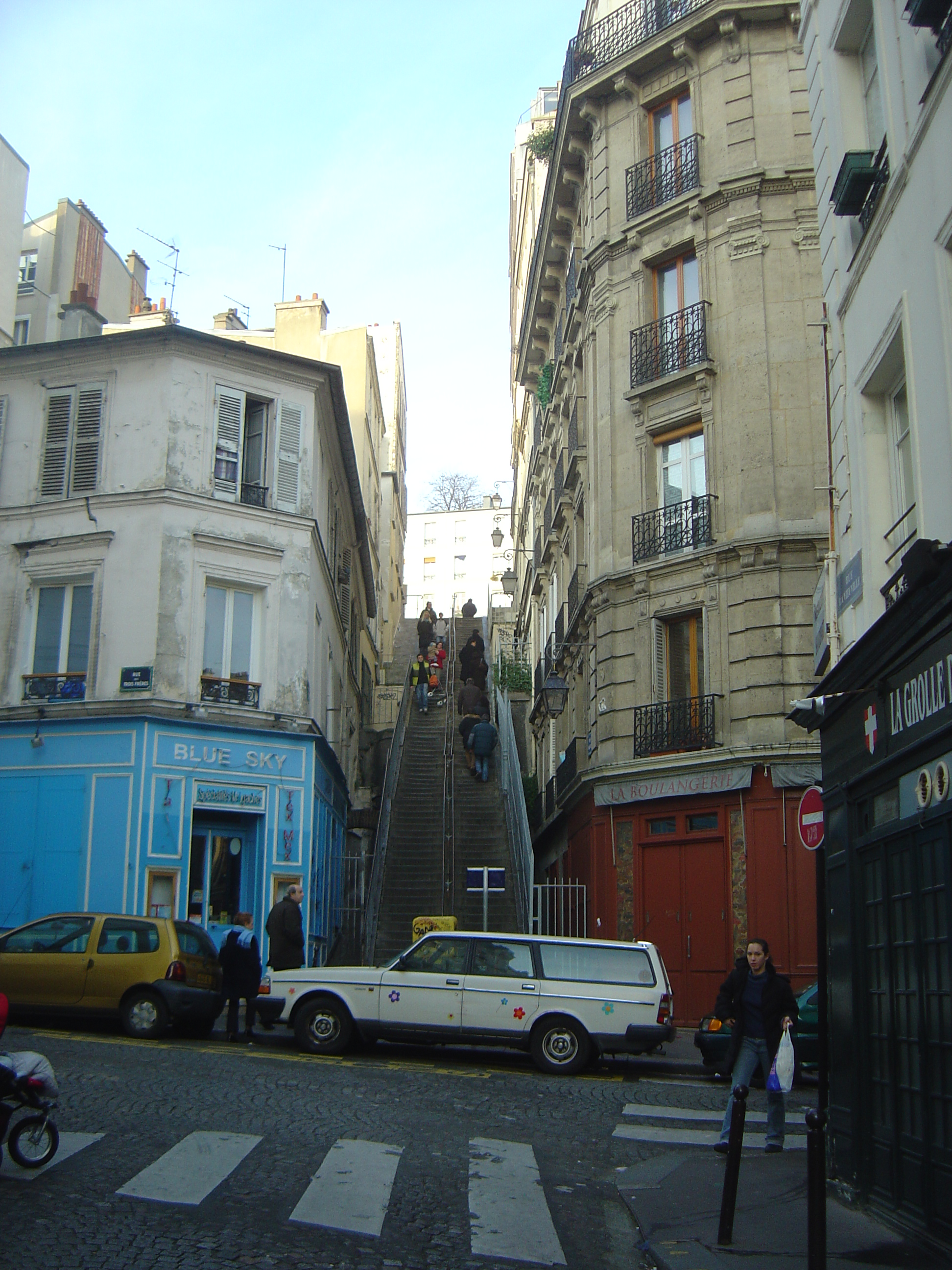
Montmartre-i lépcsők
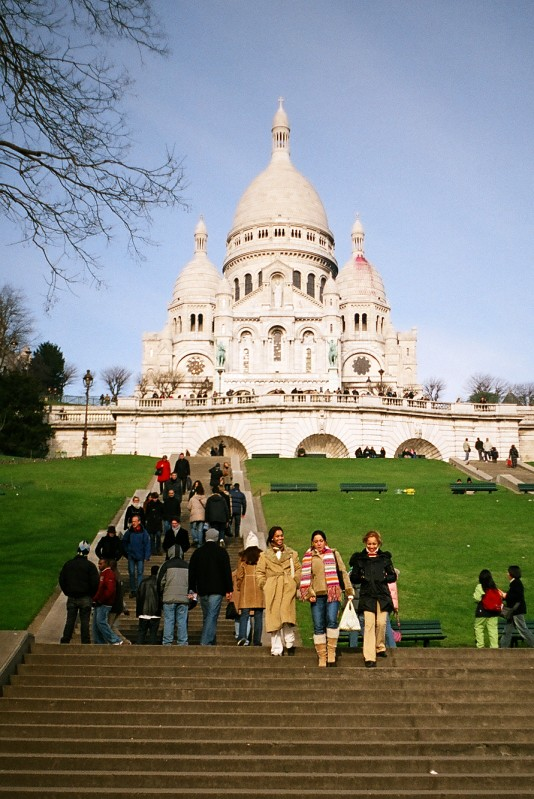
A Sacré Cœur-bazilika
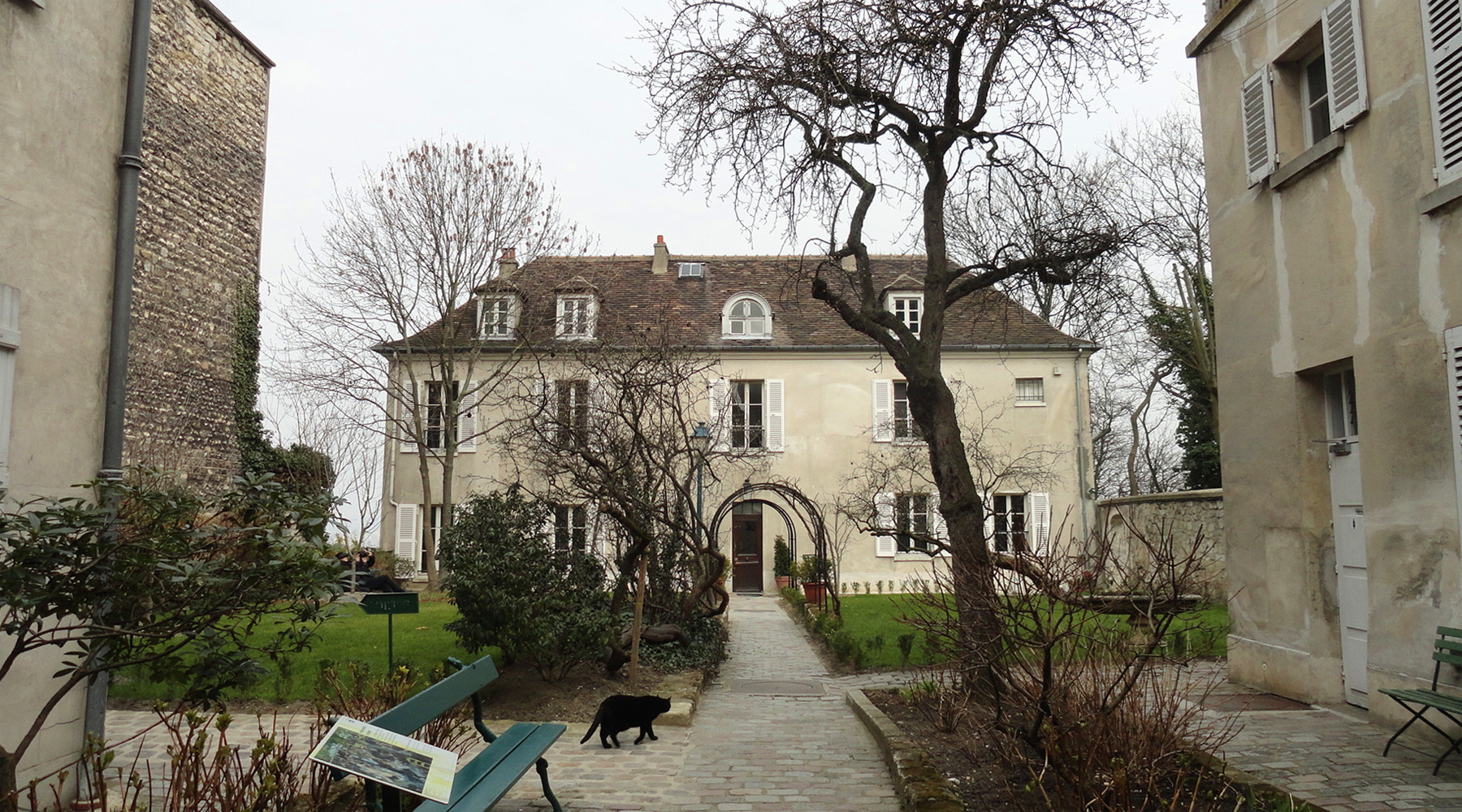
A Musée de Montmartre, a helytörténeti kiállítás otthona
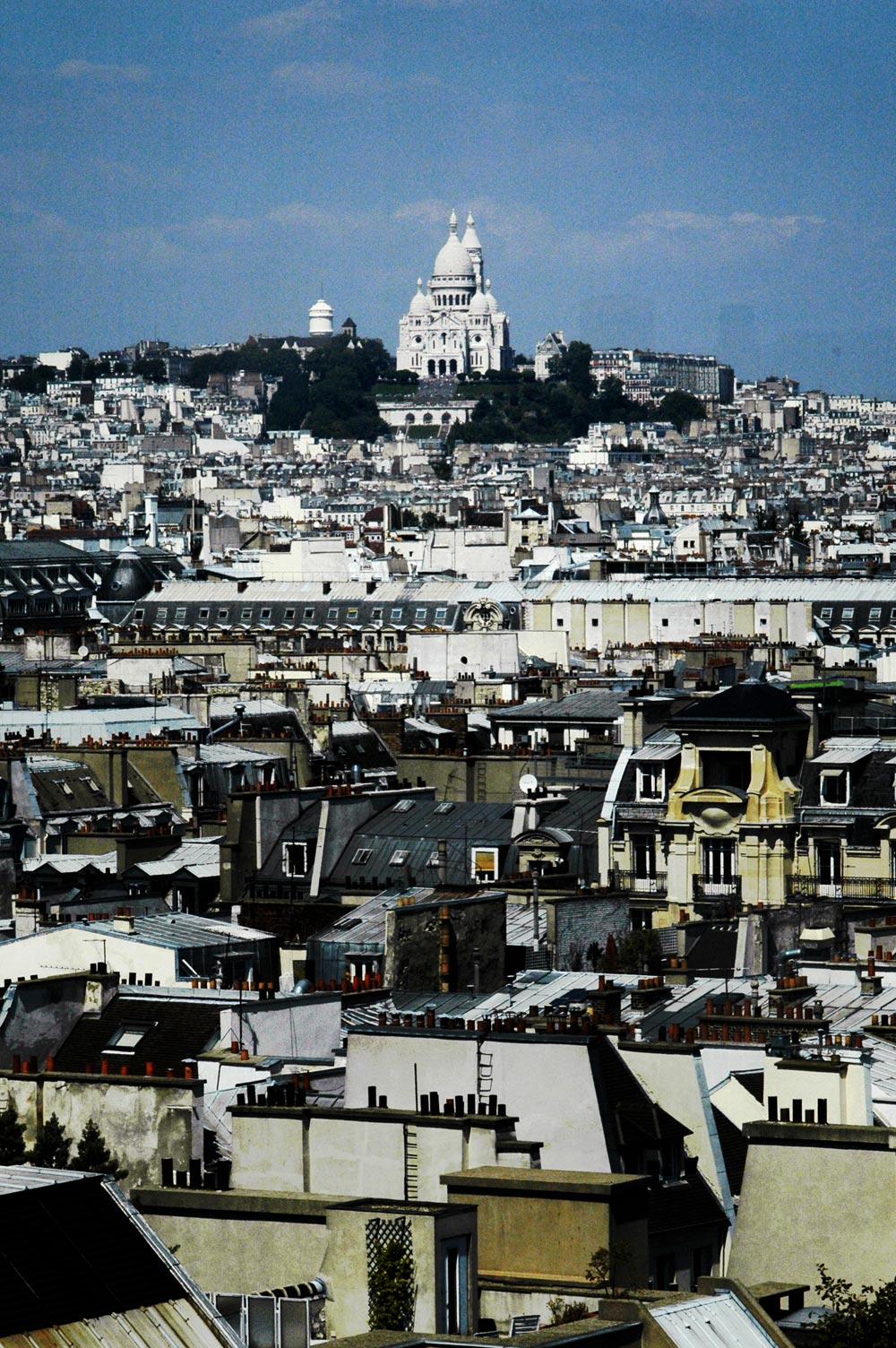
A Montmartre a Pompidou központ felől nézve
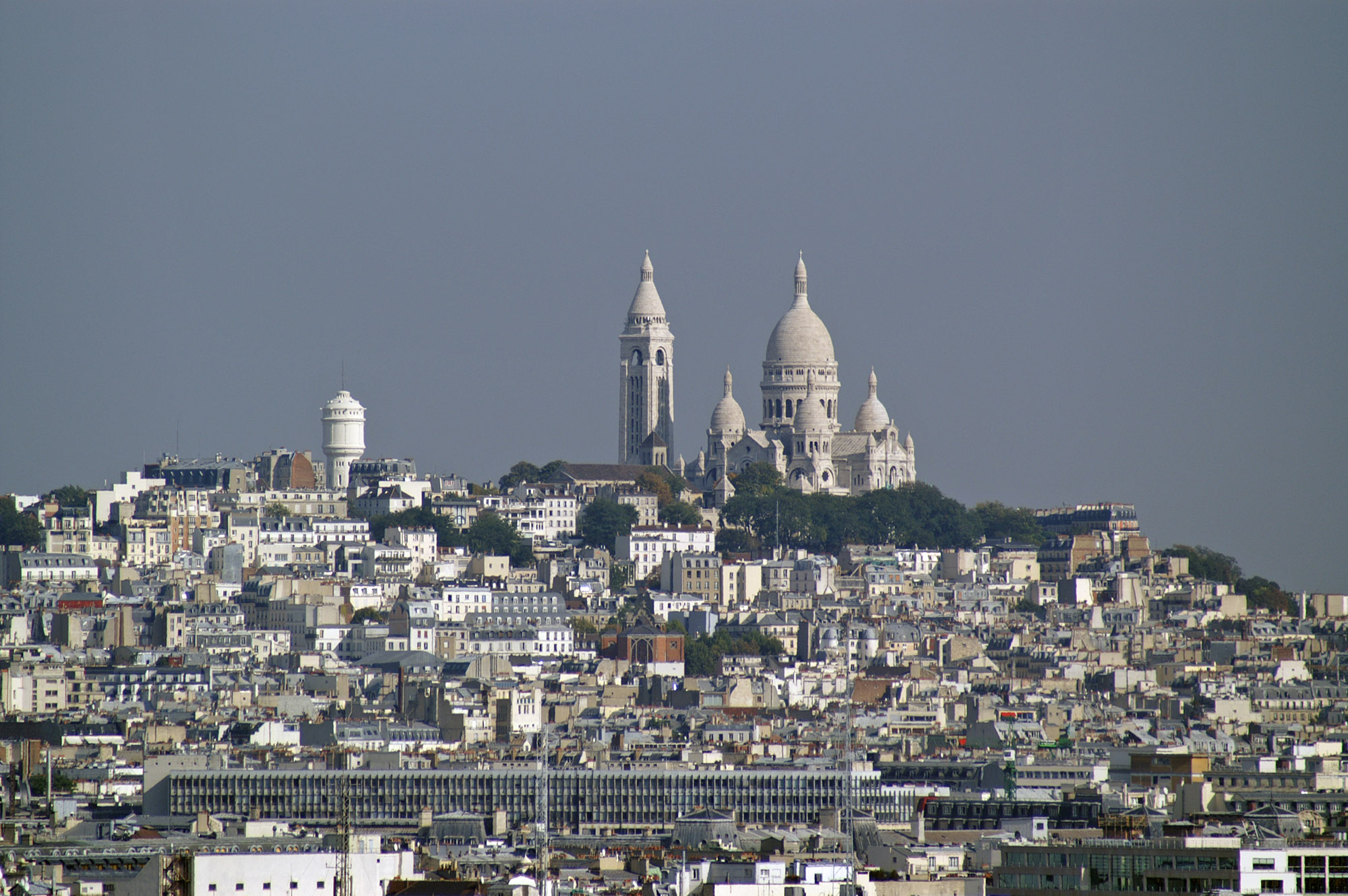
A Montmartre a Sacré Cœur-bazilikával az Eiffel-toronyból fényképezve
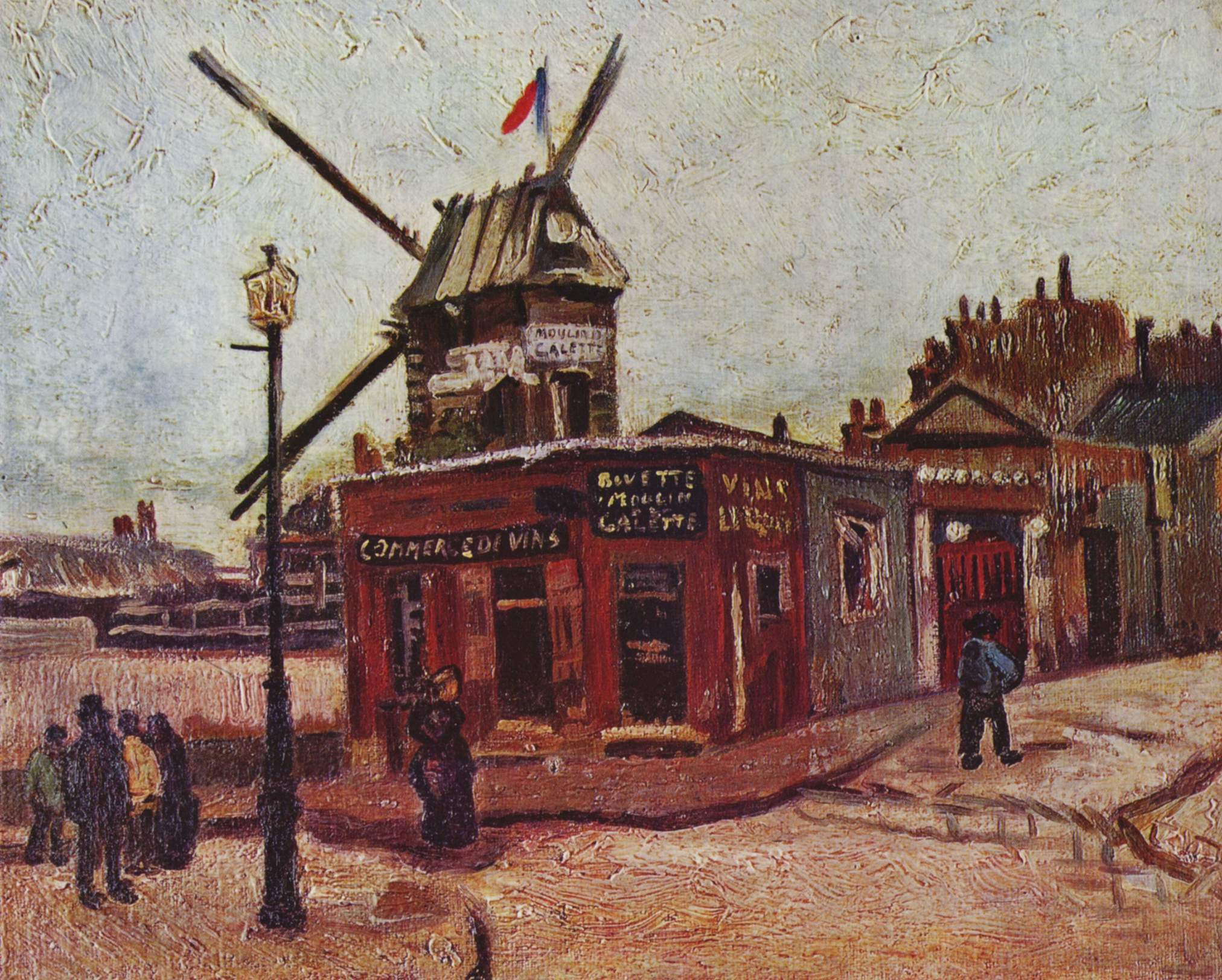
Vincent van Gogh: Le Moulin de La Galette (1886)
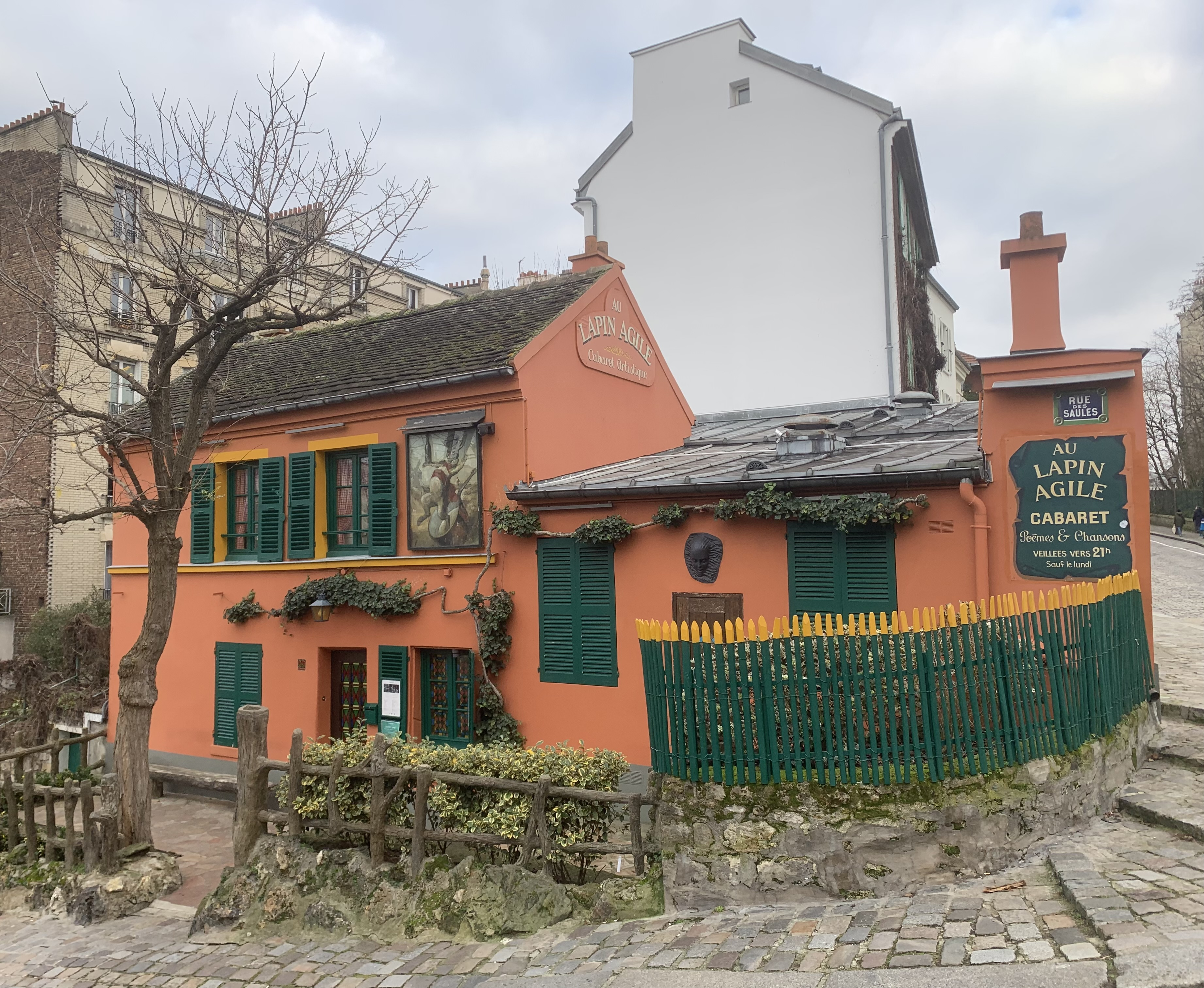
Lapin Agile, a „Fürge nyúl” kabaré
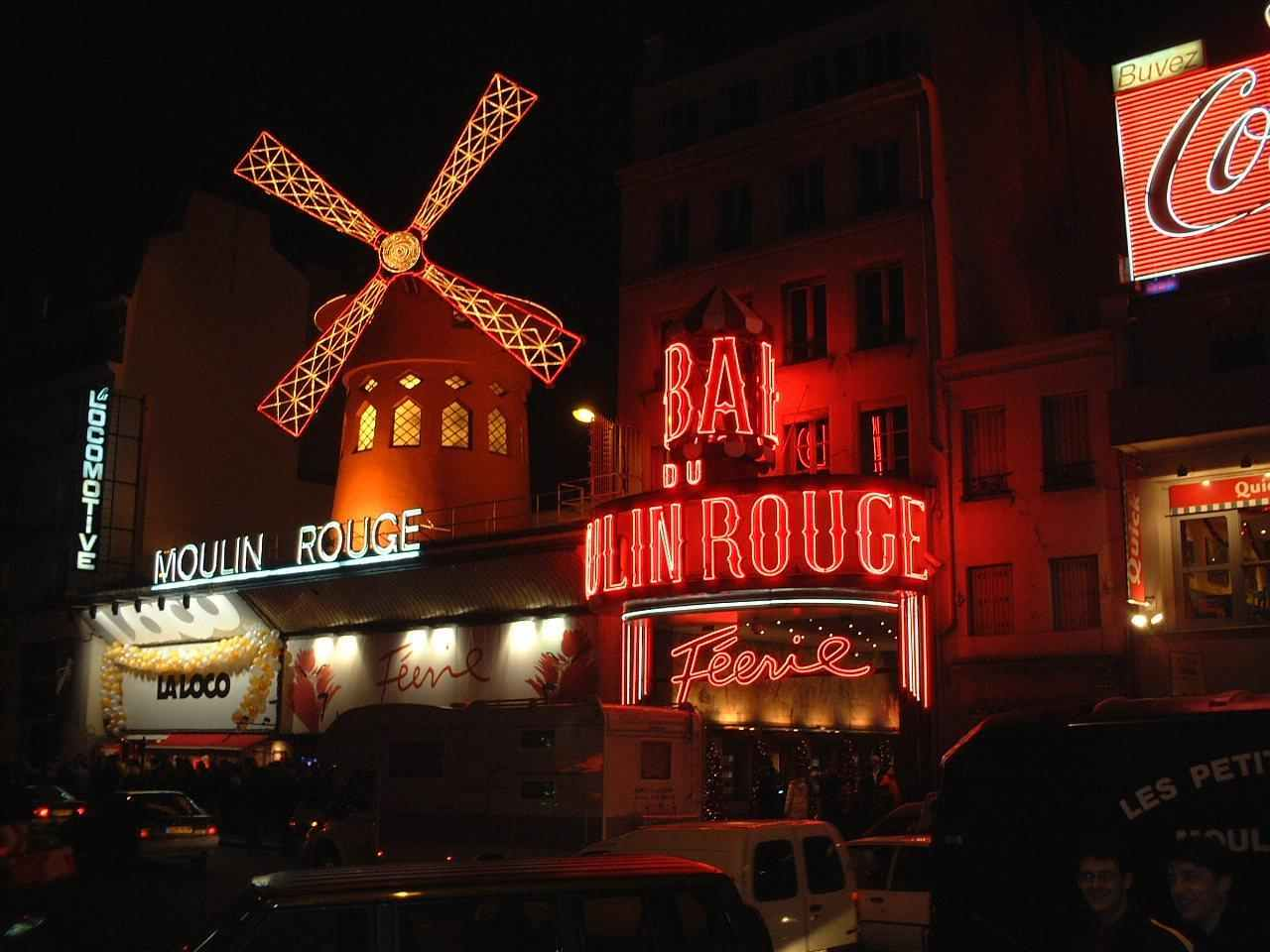
Moulin Rouge (Vörös malom) híres zenés, táncos szórakozóhely éjszakai kivilágításban
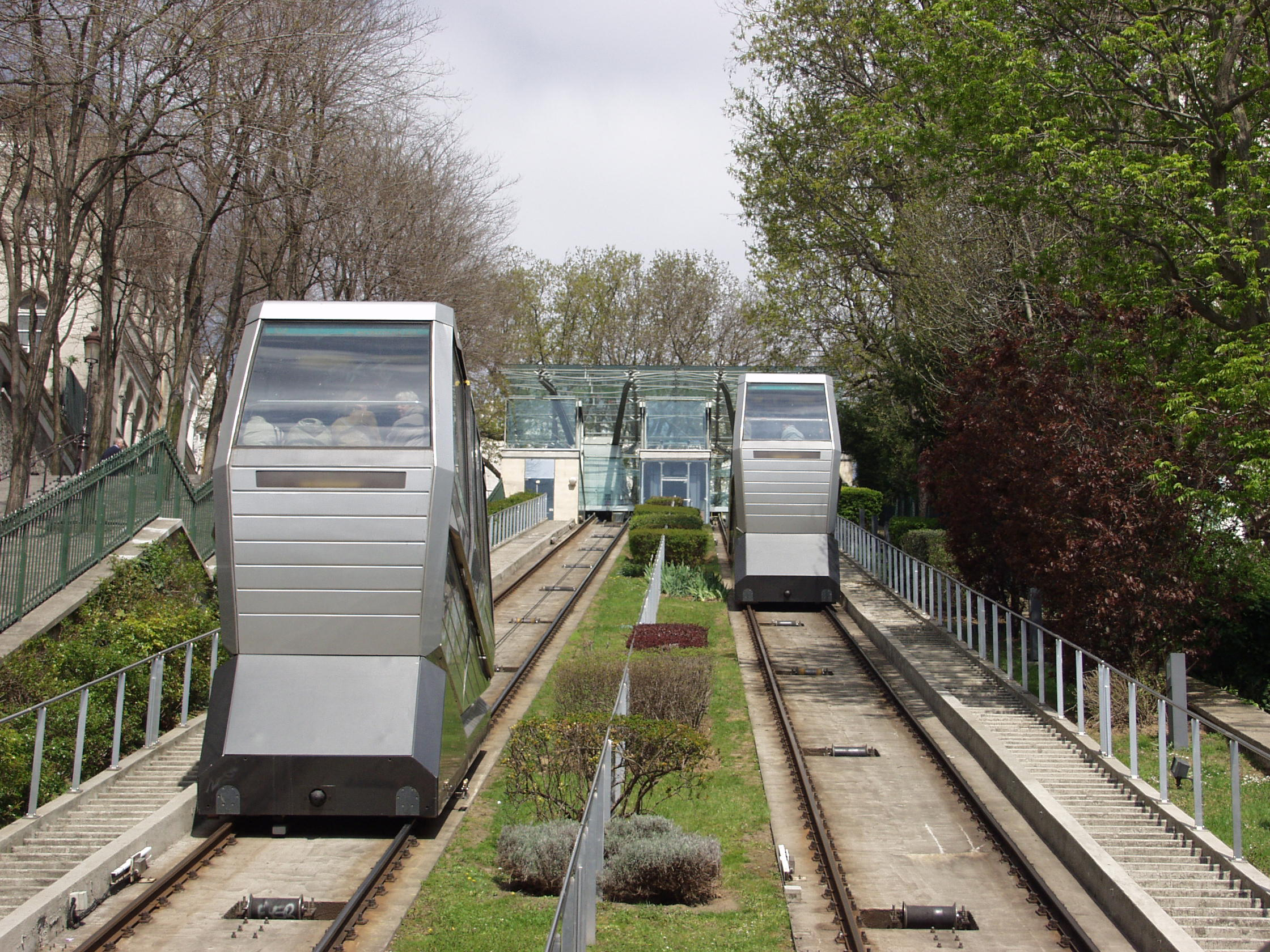
Montmartre-i siklóvasút